# Bröllopsnatten (film, 1959)
Bröllopsnatten (originaltitel: Noc poślubna) är en polsk-finländsk-svensk film från 1959, i regi av Erik Blomberg och Stanisław Możdżeński. I rollerna ses bland andra Harriet Andersson, Ignacy Gogolewski och Folke Sundquist. Filmen bygger på Émile Zolas novell Anfallet mot kvarnen.

## Rollista
- Harriet Andersson	– Hanka
- Ignacy Gogolewski	– Janek, Hankas man
- Folke Sundquist – österrikisk löjtnant
- Kazimierz Fabisiak – mjölnare, Hankas far
- Ryszard Barycz – polsk löjtnant
- Krystyna Feldman – äktenskapsmäklerska
- Mieczyslaw Voit – dragon
- Andrzej Nowakowski – bröllopsgäst
- Wiesława Kosmalska – bröllopsgäst
- Mirosława Marcheluk – bröllopsgäst
- Tadeusz Somogi – österrikisk soldat
- Erkka Blomberg – Staciek, herdepojke
- Leonard Pietraszak – ulan
- Zbigniew Płoszaj – soldat
- Marian Nowak – guvernören
- Mariusz Gorczyński – infanterikorpral
- Andrzej Wykrętowicz – soldat
- Edward Radulski – dansare
- Helge Herala – österrikisk löjtnant

## Om filmen
Bröllopsnatten producerades av Zespól Realizatorów Filmowych "Syrena" och Wytwórnia Filmów Fabularnych nr 1. Filmen spelades in i Łódź i Polen och regisserades av Erik Blomberg och Stanisław Możdżeński. Manus skrevs av Mirjami Kuosmanen och filmen fotades av Antoni Wójtowicz. Den klipptes av Tomira Ancuta och premiärvisades den 6 mars 1959 i Warzawa i Polen. Den har aldrig haft svensk biopremiär.